# Giyanti (Candimulyo)
Giyanti is een bestuurslaag in het regentschap Magelang van de provincie Midden-Java, Indonesië. Giyanti telt 1997 inwoners (volkstelling 2010).